# Archibasis viola
Archibasis viola – gatunek ważki z rodziny łątkowatych (Coenagrionidae).